# Карара
Карара (на италиански: Carrara, от древнолигурското „kar“ – камък)) е град и община в Централна Италия, провинция Маса и Карара, регион Тоскана. Площта на общината е 71,29 km², населението – около 66 000 души (2007). Карара е разположена в Апуанските Алпи, на 100 km северозападно от Флоренция, на 6 km от брега на Лигурийско море.
В планините около града се добива известният карарски мрамор. Именно от него е изработен шедьовърът на Микеланджело Буонароти „Давид“.
Градът е родното място на певеца Франческо Габани, както и на легендарния вратар на „Ювентус“ и Италия Джанлуиджи Буфон.